# Église Saint-Melaine de Pont-l'Évêque
L'église Melaine est une église catholique située à Pont-l'Évêque, en France.

## Localisation
L'église est située dans le département français du Calvados, dans le quartier Saint-Melaine, dans la partie est du bourg de Pont-l'Évêque.

## Architecture
L'édifice est inscrit au titre des monuments historiques depuis le 11 octobre 1930.

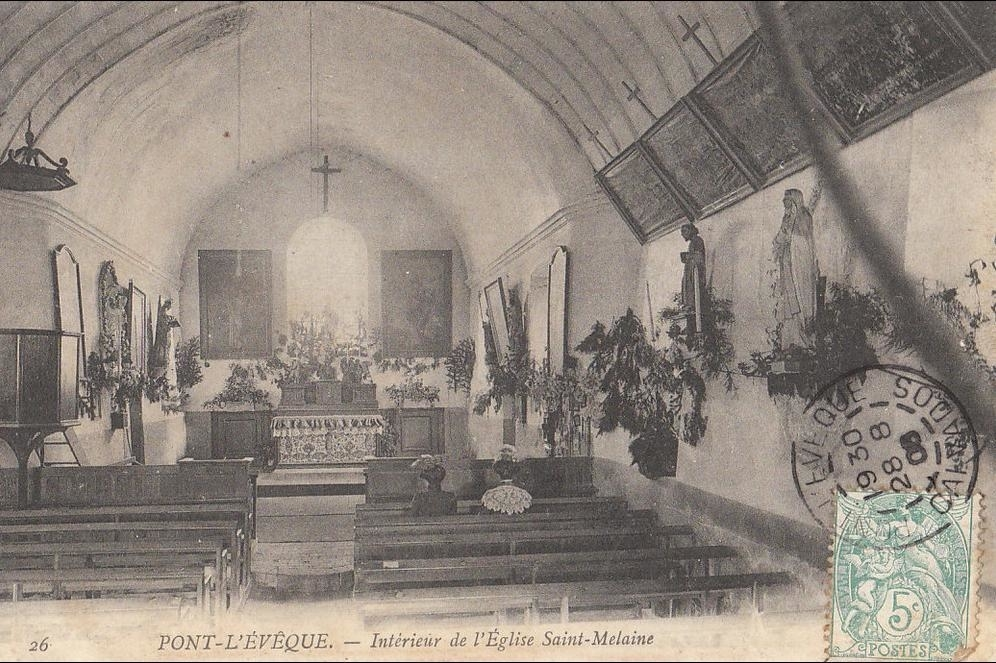
Carte postale de l'intérieur de l'église en 1908.
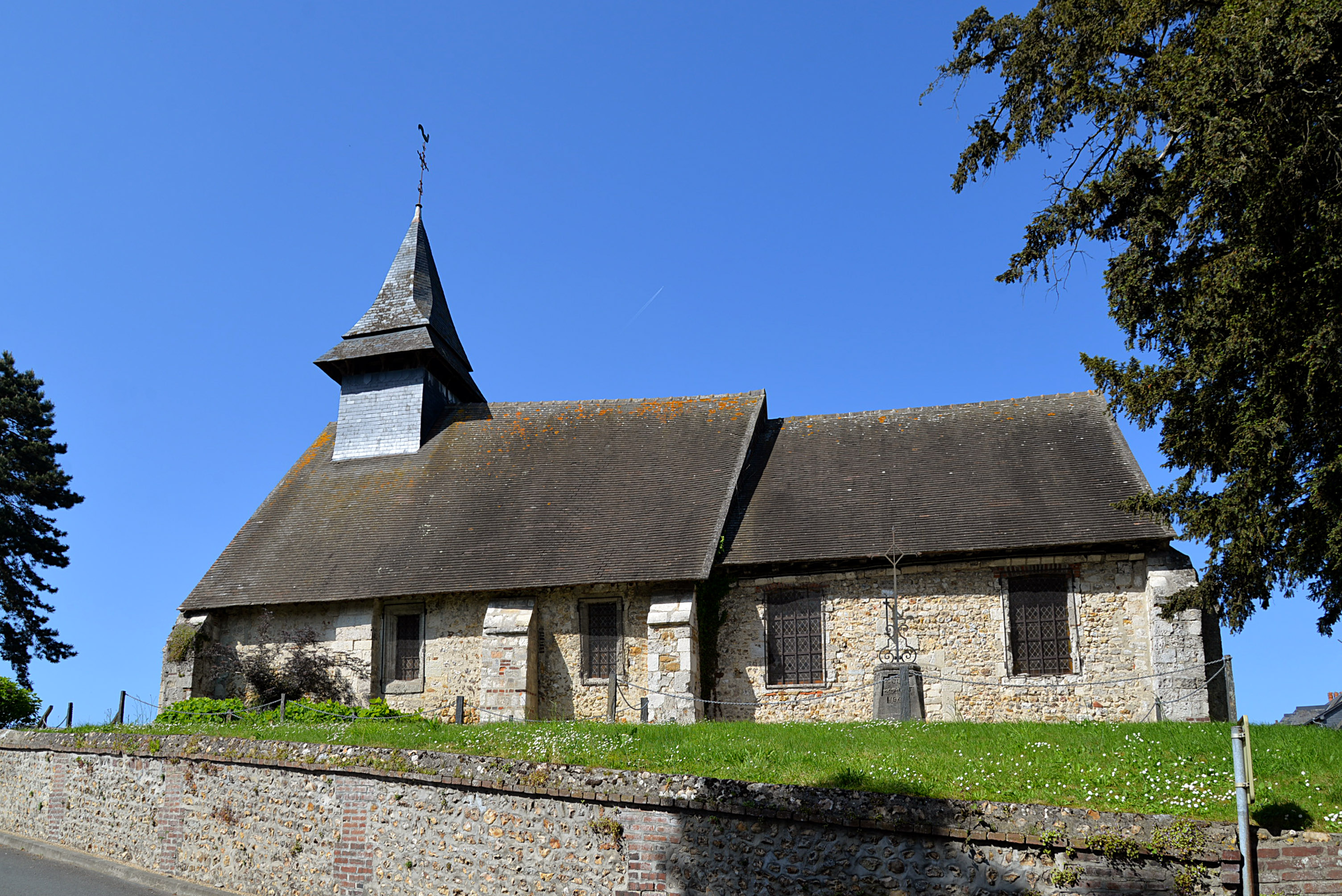
Vue sud.
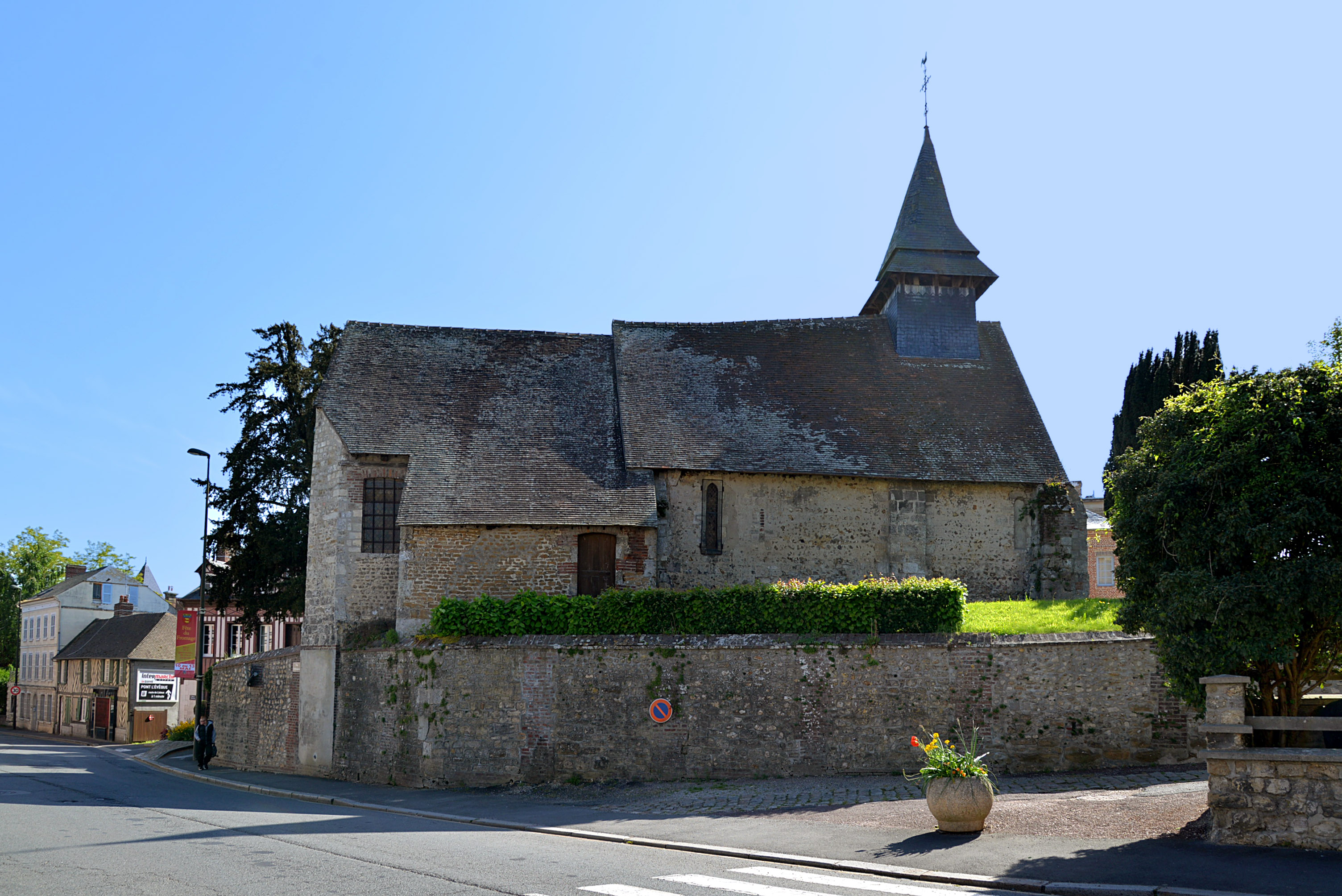
Vue nord.